# FIBA 3x3 ワールドツアー 宇都宮 マスターズ
FIBA 3x3 ワールドツアー 宇都宮 マスターズ（フィバ スリーバイスリー ワールドツアーうつのみやマスターズ、FIBA 3x3 World Tour Utsunomiya Masters）は、国際バスケットボール連盟（FIBA）主催の3x3（3人制バスケットボール）国際大会。2018年7月28日-29日に栃木県宇都宮市の二荒山神社前 バンバひろばで開催される。2018年シーズンに世界各地で開催されるFIBA 3x3 ワールドツアーマスターズ大会の内の1つ。

## 概要
2018年シーズンのワールドツアー・マスターズの第2戦として開催される。本大会の優勝チームは、10月に中国・北京で行われるワールドツアー・ファイナルの出場権を獲得する。出場は開催地日本の1チームと予選を勝ち抜いた11チームの計12チーム。日本からは開催地枠として3x3 PREMIER.EXEプレミアのRound.4（7月17日、18日）終了時点の総合1位のチームが出場する。

## 大会方式
12チームが参加し、2日間で開催する。
- 7月28日（土） 予選リーグ：　12チームが4つのグループに分かれ、総当たりで戦う。
- 7月29日（日） 決勝トーナメント：　各グループ上位2チームが出場。勝ち上がり方式で優勝を争う。

## 参加チーム
| 参加チーム （本拠地） | 予選大会 （開催地域）    | 予選日程         |
| --------------------- | ------------------------ | ---------------- |
|                       |                          |                  |
|                       |                          |                  |
|                       |                          |                  |
|                       |                          |                  |
|                       |                          |                  |
|                       |                          |                  |
|                       |                          |                  |
|                       |                          |                  |
| 未定                  |                          |                  |
| 未定                  |                          |                  |
| OKAYAMA               | 3x3 PREMIER.EXE （日本） | 6月11日～7月18日 |
| 未定                  | 未定                     | 未定             |